# باولو مونتيرو (لاعب كرة قدم برتغالي)
باولو مونتيرو هو لاعب كرة قدم برتغالي في مركز الدفاع، ولد في 21 يناير 1985 في غيمارايش في البرتغال. شارك مع منتخب البرتغال تحت 18 سنة لكرة القدم ومنتخب البرتغال تحت 19 سنة لكرة القدم ومنتخب البرتغال تحت 20 سنة لكرة القدم. أما مع النوادي، فقد لعب مع تشارلتون أثلتيك وسبورتينغ براغا وكونكورديا كياجنا ونادي أونياو دا ماديرا ونادي إستر ونادي سانتا كلارا.

## وصلات خارجية
- باولو مونتيرو (لاعب كرة قدم برتغالي) على موقع رابطة كرة القدم الفرنسية للمحترفين (الإنجليزية)
- باولو مونتيرو (لاعب كرة قدم برتغالي) على موقع قاعدة بيانات كرة القدم.إي يو (الإنجليزية)
- باولو مونتيرو (لاعب كرة قدم برتغالي) على موقع Soccerway.com (الإنجليزية)
- باولو مونتيرو (لاعب كرة قدم برتغالي) على موقع AS.com (الإسبانية)